# Tamaguert
Tamaguert  (in arabo تمكرت‎?) è un centro abitato e comune rurale del Marocco situato nella provincia di Al Haouz, regione di Marrakech-Safi. Conta una popolazione di 10 540 abitanti (censimento 2014).